# Paz Encina

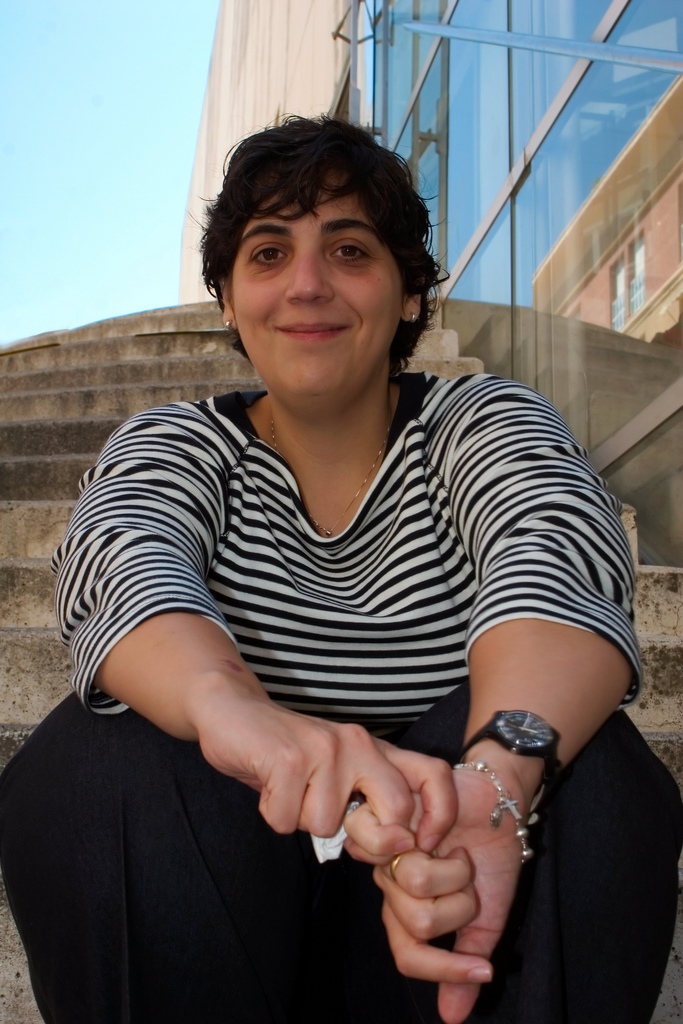
Paz Encina, 2007

Paz Encina (* 9. Juli 1971 in Asunción) ist eine paraguayische Regisseurin und Drehbuchautorin.

## Biografie
Paz Encinae studierte an der Universidad del Cine in Buenos Aires, wo sie einen Bachelor-Abschluss in Kinematografie erwarb.
Hamaca paraguaya war ihr erster Spielfilm. Er wurde 2006 in der Sektion Un certain regard in Cannes vorgestellt und anschließend in
Toronto und am Göteborg International Film Festival gezeigt. Zuvor drehte sie die Kurzfilme La siesta (1997), Los encantos del Jazmín (1998) und Supe que estabas triste (2000). In ihrem Film Memory Exercises (2016) schildert sie das spurlose Verschwinden 1976 von Agustín Goiburúdes, der aus seinem argentinischen Exil das Stroessner-Regime bekämpfte. Im Film kommen auch seine drei Kinder zu Wort. Entstanden ist ein Film, der sowohl die tragischen Geschichte einer Familie als auch die Paraguays über mehrere Jahrzehnte nachzeichnet.
2017 hatte sie ein Gastprofessur in Berkeley.

## Filmografie
- 2000: Supe que estabas triste, Drehbuch und Regie
- 2006: Hamaca paraguaya – Eine Hängematte in Paraguay (Hamaca paraguaya) – Spielfilm, Drehbuch und Regie
- 2016:  Paraguay – Im Spiegel der Erinnerung (Memory Exercises), Dokumentarfilm, Regie
- 2022: Eami, der Geist des Waldes, Drehbuch und Regie